# Milanesa napolitana
La milanesa napolitana és un menjar típic de l'Argentina, inventat a Buenos Aires. Es tracta d'un plat d'escalopa milanesa de carn de vedella amb acompanyament de formatge i salsa de tomàquet, amb la qual cosa recull influència de totes dues regions d'Itàlia, del nord i del sud.